# Cyrtopodaceae
Cyrtopodaceae är en familj av bladmossor. Cyrtopodaceae ingår i ordningen Isobryales, klassen egentliga bladmossor, divisionen bladmossor och riket växter. Enligt Catalogue of Life omfattar familjen Cyrtopodaceae 2 arter. 
Kladogram enligt Catalogue of Life:
| Cyrtopodaceae | \| \| Bescherellia \| \| \| \| \| \| Cyrtopus \| \| \| \| |
|               | \| \| Bescherellia \| \| \| \| \| \| Cyrtopus \| \| \| \| |
|               | Fontinalaceae                                             |
|               |                                                           |
|               | Hydropogonaceae                                           |
|               |                                                           |
|               | Lepyrodontaceae                                           |
|               |                                                           |
|               | Prionodontaceae                                           |
|               |                                                           |
|               | Ptychomniaceae                                            |
|               |                                                           |
|               | Regmatodontaceae                                          |
|               |                                                           |
|               | Rutenbergiaceae                                           |
|               |                                                           |
|               | Trachypodaceae                                            |
|               |                                                           |
|               | Wardiaceae                                                |
|               |                                                           |
|               | Bescherellia                                              |
|               |                                                           |
|               | Cyrtopus                                                  |
|               |                                                           |

|  | Bescherellia |
|  |              |
|  | Cyrtopus     |
|  |              |